# Formații rock 6
Formații rock 6 reprezintă al șaselea disc al seriei Formații rock și a fost editat de casa de discuri Electrecord din România. Pe acest disc apar două formații: Compact din Cluj-Napoca și Grup 2005 din Drobeta-Turnu Severin.

## Lista pistelor
În paranteze sunt indicate numele compozitorului fiecărei piese și acela al textierului.
Fața 1 (Compact):
1. Protest (Constantin Cămărășan / Constantin Cămărășan)
2. Inimă rece (Constantin Cămărășan / Constantin Cămărășan)
3. Spațiu (Constantin Cămărășan / Constantin Cămărășan)
4. Omul legendă (Constantin Cămărășan / Constantin Cămărășan)

Fața 2 (Grup 2005):
1. Chem o zi (Doru Tufiș / Roxana Popescu)
2. Amintiri (Doru Tufiș / instrumentală)
3. Gânduri (Doru Tufiș / Roxana Popescu)
4. Lucia (Doru Tufiș / Roxana Popescu)
5. Seara (Doru Tufiș / Roxana Popescu)

## Componenții formațiilor
Compact (Cluj-Napoca):
- Constantin Cămărășan – lider, chitară solo
- Paul Csucsi – solist vocal, chitară
- Teofil Peter – chitară bas
- Aurel Vasilescu – tobe

Grup 2005 (Drobeta-Turnu Severin):
- Doru Tufiș – solist vocal, chitară solo
- Gheorghe Alniti – chitară bas
- Victor Turkl – claviaturi
- Vasile Liscovici – tobe [1]